# SECU-3

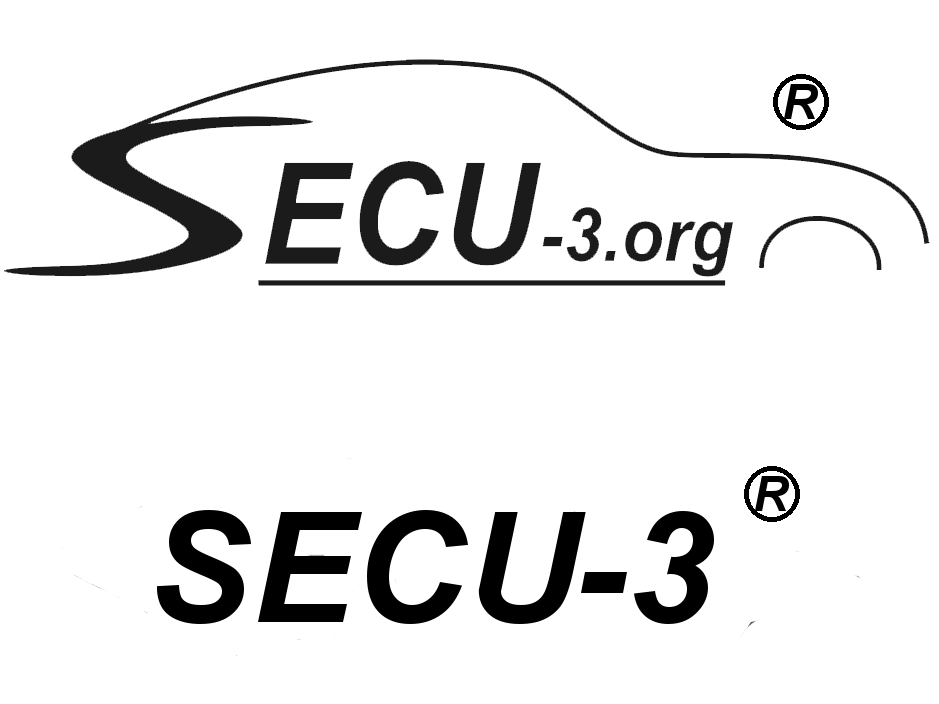
Логотипи проекту SECU-3

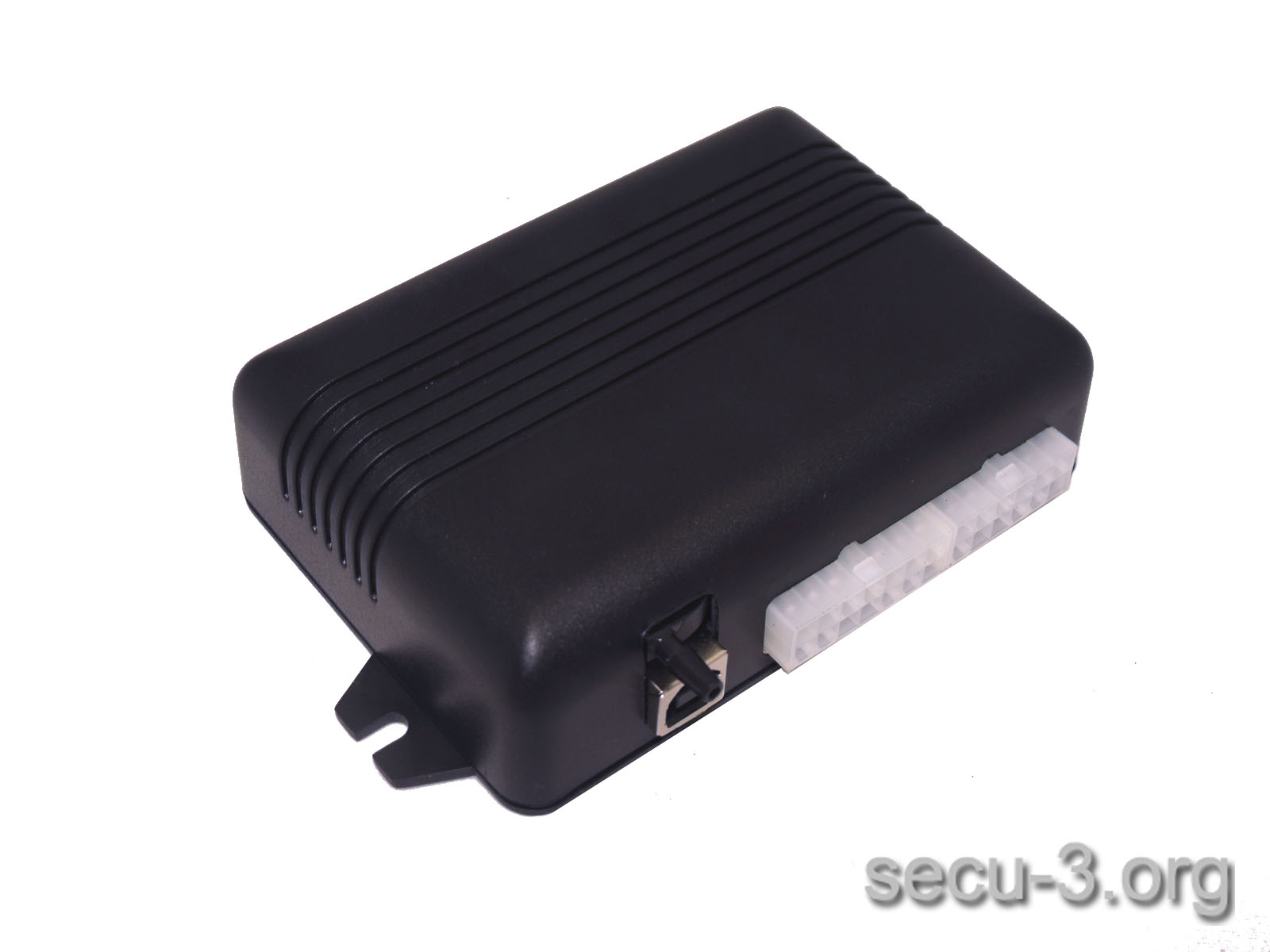
SECU-3T revCU6 USB with MAP

## Опис
SECU-3 [Архівовано 4 листопада 2015 у Wayback Machine.] - Блок керування двигуном внутрішнього згоряння (ДВЗ). Проект відкритий (доступні креслення, схеми, прошивки і т.п.), в якому можуть узяти участь усі бажаючі. 
Пристрій керує запалюванням та уприскуванням палива, а також іншим обладнанням  ДВЗ та автомобіля. Зокрема, пристрій здатний керувати повітряною заслінкою карбюратора за допомогою крокового двигуна з підтримкою прогрівочних обертів  ДВЗ. Керує також складом суміші на карбюраторі (за типом систем AXTEC AFR), клапанами економайзера примусового холостого ходу (ЕПХХ) та економайзера потужнісних режимів (ЕПР) на карбюраторі, бензонасосом, кроковим дозатором газу та іншими виконавчими пристроями. Існують оригінальні можливості з перепризначення функцій входів / виходів блоку. Передбачене плавне керування обертами вентилятора охолодження двигуна. Є можливість змінити основні установки і таблиці в реальному часі (на ходу) та переключення між 2 або 4 наборами таблиць. Щодо інших можливостей і функцій - див. нижче.
На даний момент є 5 модифікацій блоку:
1. SECU-3 [Архівовано 4 листопада 2015 у Wayback Machine.]. Перша версія блоку, розроблена ще в 2007 році. В останніх релізах програмного забезпечення підтримка даної версії блоку припинена. З історією можна більш детально ознайомитися тут.
2. SECU-3T. Може керувати як запалюванням, так і уприскуванням палива. Не містить вбудованих силових драйверів для управління котушками запалювання, паливними форсунками і актуатором регулятора холостого ходу (РХХ). Необхідно використовувати зовнішні драйвери.
3. SECU-3L. Призначений для управління запалюванням, його можна розглядати як полегшену версію блоку SECU-3T. Містить вбудовані драйвери котушок запалювання і датчик абсолютного тиску (ДАТ). Програмно сумісний з блоком SECU-3T.
4. SECU-3 Micro. Простий і бюджетний блок управління запалюванням у маленькому пластиковому корпусі. Має всього декілька входів/виходів і не містить вбудованих силових драйверів котушок запалювання. Це найбільш простий блок SECU-3.
5. SECU-3i. Повнофункціональний блок електронної системи управління ДВЗ в металевому корпусі. Містить вбудовані силові драйвери (котушок запалювання, форсунок, актуатора РХХ та інше) та Bluetooth, число входів та виходів розширено. Це остання розробка автора. Конструкція блоку включає дві плати.

Пристрій виконаний на 8-ми бітному AVR мікроконтролері ATMega644 [Архівовано 11 жовтня 2015 у Wayback Machine.], з 64кб постійного запам'ятовувального пристрою (ПЗП), 4кБ оперативної пам'яті (ОЗП) та працює на тактовій частоті 20 МГц. Включає в себе аналогові й дискретні входи, мікросхему для попередньої обробки сигналу з датчика детонації (ДД) (окрім блоків SECU-3 Lite та Micro), формувач сигналу з датчика початку відліку (ДПВ) (окрім блоку SECU-3 Micro), формувач сигналу з датчика положення колінчастого валу (ДПКВ), інтерфейс з комп'ютером та виходи управління виконавчими пристроями.
Структурна схема системи з блоком SECU-3T показана на малюнку:

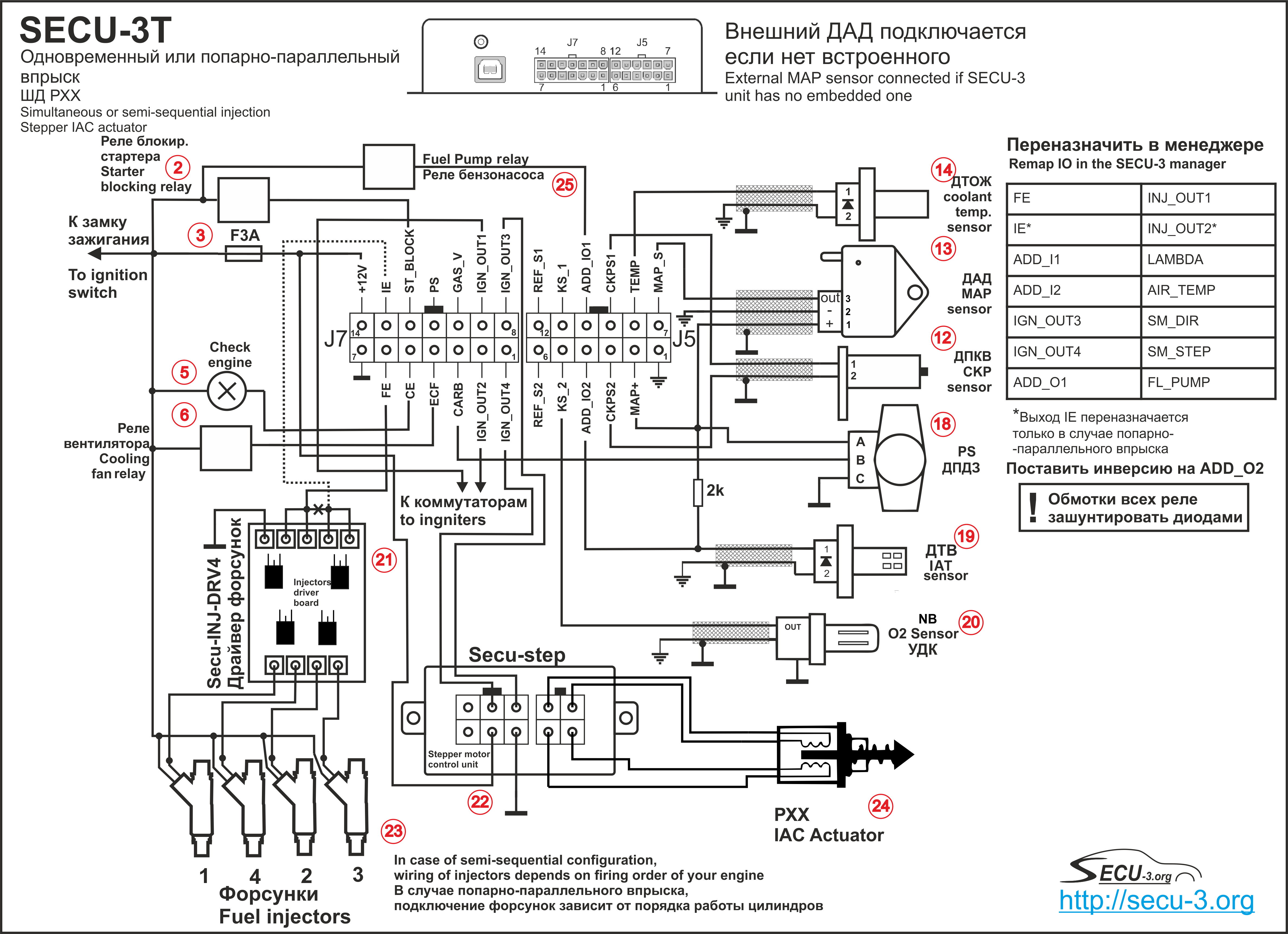
Приклад схеми включення блоку SECU-3T для управління уприскуванням палива

Наступний малюнок показує структурну схему системи з блоком SECU-3L (Lite):
Структурна схема системи з блоком SECU-3 Micro показана на наступному малюнку:

Приклад схеми включення блоку SECU-3T для управління одночасним або попарно-паралельним уприскуванням на 4-х циліндровому ДВЗ показаний на малюнку нижче. Використовуються високоомні форсунки та актуатор РХХ крокового типу. Праворуч у таблиці на малюнку показано виводи зовнішнього роз'єму, які потрібно перепризначити на вказані функції в програмі SECU-3 Manager [Архівовано 11 червня 2018 у Wayback Machine.].
Умовні позначення та скорочення:

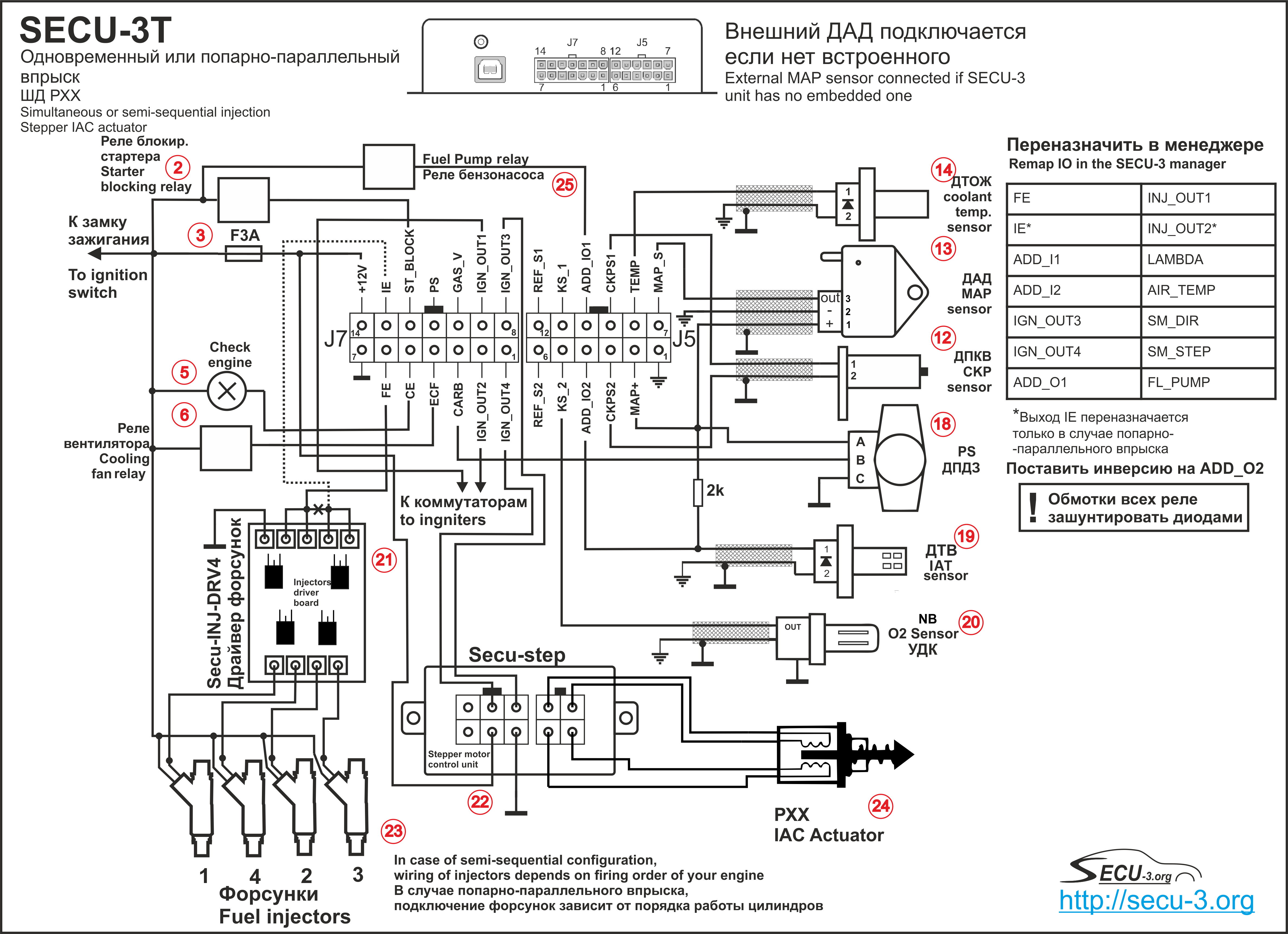
Приклад схеми включення блоку SECU-3T для управління одночасним або попарно-паралельним уприскуванням. Високоомні форсунки, кроковий РХХ

АЦП - аналого-цифровий перетворювач (ADC)
ПЗП - постійний запам’ятовувальний пристрій (ROM)
ОЗП - оперативний запам’ятовувальний пристрій (RAM)
ЕСППЗП - електрично-стираємий перепрограмовний постійний запам'ятовувальний пристрій (EEPROM)
КВЗ - кут випередження запалювання
ДХ - датчик Холла
ДПКВ - датчик положення колінчастого валу
ДПВ+ДКІ - система синхронізації, що базується на двох датчиках: датчику початку відліку (ДПВ) та датчику кутових імпульсів (ДКІ)
ДПДЗ - датчик положення дросельної заслінки
ДТОР - датчик температури охолоджуючої рідини
ДТП - датчик температури повітря
ДК - датчик кисню (Лямбда-зонд)
ДШ - датчик швидкості
ДФ - датчик фаз
ДД - датчик детонації
ДАТ - датчик абсолютного тиску
РХХ - регулятор холостого ходу

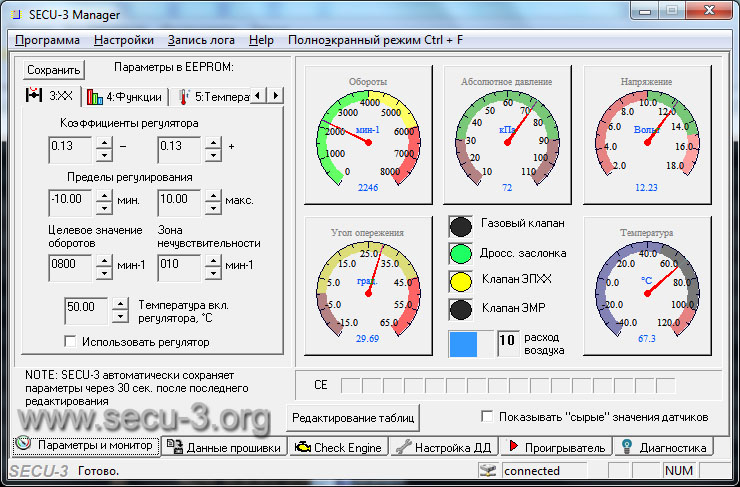
Головне вікно програми SECU-3 Manager (версія 3.4)

ЭПХХ - економайзер примусового холостого ходу (Idle cut off valve)
ЭПР - економайзер потужностних режимів (power valve)
ПК - персональний комп'ютер
Слід зазначити, що коли потрібно керувати тільки запалюванням, то більшість датчиків не обов'язкові. Обов'язковими є тільки датчики синхронізації (ДПКВ/ДХ) та навантаження (ДАТ / ДПДЗ).

## Історія
Перша версія блоку SECU-3, що керувала запалюванням автомобіля, була розроблена та запущена автором, О. Шабельниковим [Архівовано 13 лютого 2019 у Wayback Machine.]), у жовтні 2007 року. Вона успішно працює і донині.
З того часу пристрій отримав багато нових функцій та способів синхронізації.
Система еволюціонувала з контролера управління запалюванням (МПСЗ) у систему керування двигуном (ЕСУД). Весь час проект активно підтримується автором.

## Поточний статус
Доробка алгоритмів уприскування палива, додання підтримки розподіленого фазованого уприскування, доработка ПЗ для блока SECU-3i та його випробування. 
Можливості поточної прошивки, пов'язані з уприскуванням палива:
- Одночасне уприскування (всі форсунки включаються одночасно), моноуприскування (одна форсунка розташована на місці карбюратора), поперемінне уприскування (дві форсунки або два банки форсунок включаються по черзі) та попарно-паралельне уприскування (форсунки працюють парами);
- Розрахунок циклового наповнення за методом speed-density (використовуються ДАТ та ДТП);
- Open-loop РХХ (у найближчому майбутньому буде реалізований closed-loop з ПІ-регулятором);
- Алгоритм корекції суміші по ДК з можливістю зміни порога стехіометрії (В), кроку інтегрування і т.д.;
- Таблиці: VE, AFR, час вкл. форсунки, збагачення на прогріванні, положення РХХ на пуску, положення РХХ від t при роботі, тривалість уприскування на пуску, фаза уприскування;
- Збагачення після пуску;
- Збагачення при прискоренні (по ДПДЗ);
- Уприскування перед пуском (Priming pulse).

## Ліцензія
GPL, TAPR OHL [Архівовано 24 травня 2015 у Wayback Machine.]

## Можливості
- Підтримка двигунів з числом циліндрів 1,2,3,4,5,6,8 (even-fire)
- Синхронізація від ДПКВ, ДПВ+ДКІ. Підтримка шківів 60-2, 36-1 та з іншим числом зубів (від 16 до 200 зубів)
- Синхронізація від датчика Холла (ДХ), можна залишити трамблер
- Регулювання КВЗ за обертами (від ДПКВ, ДПВ+ДКІ або ДХ)
- Регулювання КВЗ за навантаженням (від ДАТ)
- Коригування КВЗ за температурою (підримуються різні типи ДТОР)
- Коригування КВЗ з детонації (від ДД)
- Вимірювання напруги бортової мережі
- Реалізація функції ЕПХХ
- Реалізація функції ЕПР (power valve)
- Багатоканальний вихід (від 1 до 6 комутаторів). Є можливість використовувати до 8 каналів!
- Підтримка двоканальних комутаторів (управління через 1 вхід, використовуючи 2 фронти)
- Інтерфейс RS-232 для перепрошивки, управління та налаштування (з гальванічною розв'язкою) або USB (без гальванічної розв'язки)
- Можливість керування електричним вентилятором охолодження двигуна (в тому числі використовуючи ШІМ)
- Блокування стартера при досягненні встановлених обертів
- Підтримка газової апаратури (автоматичне перекл. Газ / бензин)
- Вихід для підключення лампи "Check Engine" з підтримкою "блінк кодів"
- Можливість аварійного запуску завантажника (boot loader)
- Можливість аварійного відновлення налаштувань
- Регулювання обертів ХХ за допомогою КВЗ
- Управління накопиченням енергії котушок запалювання (dwell control)
- Підтримка датчика фаз (запалювання на індивідуальних котушках - фазованого)
- Управління уприскуванням палива (моно-, одночасне упорскування)
- Змінення фази уприскування по таблиці
- Розрахунок наповнення циліндрів за методом Speed-Density
- Управління складом суміші на карбюраторі (Solex) зі зворотнім зв'язком по ДК

Додаткові можливості:
- Управління електробензонасосом
- Настроюваний вихід імпульсів для ДХ (емуляція) або тахометра
- Вбудована функція стробоскопа (можна використовувати будь-який вільний вихід)
- Можливість перепризначення виходів та входів
- Визначення положення дросельної заслінки по ДПДЗ
- Обробка та запис у лог-файл сигналу з 2-х додаткових входів (до одного з входів можна підключити, наприклад, лямбда-зонд)
- Управління живленням (можливість роботи деяких функцій блоку після виключення запалення, наприклад, робота вентилятора і регулювання положення повітряної заслінки залежно від температури двигуна)
- Управління повітряною заслінкою карбюратора (використовуючи кроковий двигун)
- Управління кроковим дозатором газу (аттуатором)
- Підтримка датчика швидкості (відображення та запис в лог швидкості автомобіля і пройденої відстані)
- Управління електропідігрівом впускного колектора
- Коригування КВЗ за датчиком температури повітря (ДТП підключається до одного з 2-х додаткових входів)
- 3 універсальні програмовані виходи, які можуть бути гнучко запрограмовані користувачем на різні дії

## Відмінність версій
|                 | SECU-3                               | SECU-3T | SECU-3T revC та вище | SECU-3L (Lite)                                                                                         | SECU-3 Micro | SECU-3i |
| --------------- | ------------------------------------ | --- | --- | --- | --- | --- |
| Дата            | 2007                                 | 2012 | 2014 | 2015                                                                                                   | 2016 | 2016 |
| Процесор        | ATMega16, ATMega32                   | ATMega32 | ATMega644 | ATMega644                                                                                              | ATMega644 | ATMega644 |
| Можливості      | Wasted spark, синхронізація від ДПКВ | Фазоване запалювання, синхронізація від ДХ, ДПКВ, ДПВ+ДКІ, управління повітряною заслінкою карбюратора, імобілайзер на iButton, вбудований Bluetooth-модуль (опціонально) | теж саме, а також управління уприскуванням, складом суміші на карбюраторі, кроковим дозатором газу, виходи, що програмуються | Полегшена версія, призначена для управління тільки запалюванням. Спрощене встановлення та підключення. | Максимально спрощена версія, призначена для управління тільки запалюванням. Не містить вбудованих ключів запалювання. Всього два виходи запалювання і кілька входів. | Найфункціональніша версія блоку, повноцінна ЕСУД. Всі необхідні пристрої вбудовані в блок (драйвери форсунок, запалювання, РХХ, крокового двигуна, ШІМ і т.д.). Блок складається з двох плат. |
| Головний роз'єм | DB-25                                | MiniFit 24 pin | MiniFit 14+12 pin | MiniFit 14 pin                                                                                         | MiniFit 12 pin | MiniFit 24+6+14+12 pin |
| Интерфейс       | RS-232 з гальванічною розв’язкою     | RS-232 з гальванічною розв’язкою або USB | USB | USB з гальванічною розв’язкою                                                                          | USB | USB з гальванічною розв’язкою |